# Csíkszentsimon borvízforrásai
Csíkszentsimon délnyugati és nyugati határában, a vizenyős és tőzeglápos ártereken törnek fel a település borvízforrásai.

## Története
A csíkszentsimoni borvízforrások a település délnyugati és nyugati határában törnek fel. A forrásokra jellemző, hogy keverednek a térségben végzett, különböző mélységű fúrások által felszínre hozott alacsony ásványi sót tartalmazó édesvízzel. Az itt található borvízforrások „... mivel sok édes viz vegyül közéjük, jobbára gyengék, mindamellett hatásosak”. (Vitos Mózes)
Csíkszentsimon délnyugati határában feltörő Borréti-, Hevederfenyei- és a Lucsi- vagy Béhszéki borvizek az Olt menti törésvonal rendszeréhez tartoznak. A Borréti borvíz kalcium-magnézium-hidrogén-karbonátos, míg a Hevederfenyei- és a Lucsi- forrás nátrium-magnézium-kalcium-hidrogén-karbonátos-kloridos típusú ásványvíz.
A település nyugati határban levő Aszó-patak forrásvidékén két borvízforrás csoportosulás figyelhető meg. Az egyik csoportot a kalcium-magnézium-hidrogén-karbonátos-szulfátos Fehérföldi borvíz és a kalcium-nátrium-magnézium-hidrogén-karbonátos Aladári borvíz vagy Nagypataki-lyuk alkotják. A források az Aszó-patak északi, Nagy-pataki ágában törnek fel. Az Aladári borvíznél régen fürdőmedence volt, a forrás alacsony hőmérsékletű vizébe melegített köveket tettek a falusiak, hogy a fürdőzés elviselhetőbb legyen. Az Aladár pusztájának is nevezett Aszó-pataki forrásvidéken szén-dioxidos gázömlések, száraz mofetták is találhatók.
A másik csoportba három forrás tartozik. Az Alsó- és Felső Bányapataki borvíz és a Cifrabükki borvíz Bányapatakban törnek fel. Az első két forrás típusa eltérő, kalcium-hidrogén-karbonát-szulfát illetve nátrium-kalcium-hidrogén-karbonátos típusú ásványvíz. A Cifrabükki forrás vize nincsen vegyelemezve.

## Jellegzetessége
A csíkszentsimoni borvízforrások vize kevert, sok vasat tartalmaznak.

## Gyógyhatása
A csíkszentsimoni forrásokat ivókúrában asztali vízként használják. Régen fürdőkúrában különféle betegségek kezelésére is használták.